# Full Moon Fever
| 전문가 평가                   | 전문가 평가 |
| 평가 점수                     | 평가 점수   |
| 출처                          | 점수        |
| ----------------------------- | ----------- |
| AllMusic                      | [ 2 ]       |
| Blender                       | [ 3 ]       |
| Chicago Tribune               | [ 4 ]       |
| Encyclopedia of Popular Music | [ 5 ]       |
| Los Angeles Times             | [ 6 ]       |
| The Philadelphia Inquirer     | [ 7 ]       |
| Pitchfork                     | 8.1/10      |
| Rolling Stone                 | [ 9 ]       |
| The Rolling Stone Album Guide | [ 10 ]      |
| The Village Voice             | B+          |

《Full Moon Fever》는 1989년 4월 24일, MCA 레코드가 발매한 톰 페티의 데뷔 솔로 스튜디오 음반이다. 그의 밴드인 하트브레이커스의 멤버들, 특히 마이크 캠벨과 제프 린, 로이 오비슨 (발매 전에 사망), 트래블링 윌버리스의 페티의 밴드 동료인 조지 해리슨이 참여한다. 이 음반은 페티가 그의 영향력에 고개를 끄덕이며 그의 음악적 뿌리를 탐구하는 것을 보여준다. 이 작곡은 주로 음반의 프로듀서이기도 했던 페티와 린의 공동작업이다. 《Full Moon Fever》는 미국 빌보드 200에서 3위를 정점으로 미국에서 5배 플래티넘, 캐나다에서 6배 플래티넘 인증을 받으며 상업적이고 중요한 성공을 거두었다.

## 배경 및 녹음
1987년 초기에 음반 《Let Me Up (I've Had Enough)》 뒤에 있는 하트브레이커스 투어를 끝냈던 페티는(당시 브루스 스프링스틴과 E 스트리트 밴드의 편곡과 비슷한) 하트브레이커스 없이 솔로 음반을 녹음하기로 결정했다. 이는 드러머 스탠 린치를 제외한 모든 멤버들이 음반에 기여했음에도 불구하고, 하트브레이커스 멤버들 사이에서 약간의 논란을 일으켰다. 벤몬트 텐치와 하위 엡스타인은 처음에 하트브레이커스 콘서트 동안 《Full Moon Fever》 노래를 라이브로 연주하는 것에 만족하지 않았다. 린치는 밴드를 떠날 때까지 그 곡을 연주하는 것을 싫어했고, 그것이 그가 커버 밴드에 있는 것처럼 느끼게 만들었다.
1988년 녹음 과정은 밥 딜런을 제외한 트래블링 윌버리스의 멤버들을 포함한 많은 페티의 친구들이 기여하는, 저자세였다. 주로 마이크 캠벨의 차고 스튜디오의 편안한 분위기에서 녹음된 페티는 나중에 이 음반이 그의 경력 중 가장 즐거운 음반이었다고 말할 것이다. 《Full Moon Fever》의 녹음이 사실상 중단되어 트래블링 윌버리스의 첫 번째 음반의 녹음이 가능해졌다. 세션 동안 녹음된 두 곡이 《Full Moon Fever》을 만들지 못했다. 〈Down the Line〉과 〈Don't Treat Me Like a Stranger〉는 B-사이드로 발매되었다. 세션 동안 페티는 〈Indiana Girl〉을 썼는데, 이 초안은 결국 〈Mary Jane's Last Dance〉가 될 것이다.

## 음악 스타일 및 주제
이 음반은 제프 린의 영향을 많이 받은 것으로 유명하며, 그 결과 이전 음반의 하트브레이커스의 루츠 록을 더 깨끗하고 윤기 있게 만들었다. 린은 키보드와 백 보컬의 층을 통합하여 비틀즈 같은 느낌을 주었다. 이 노래들은 페티가 버즈 커버(〈I'll Feel a Full Lot Better〉)와 〈Runnin' Down a Dream〉의 델 섀넌에게 고개를 끄덕여 그의 영향력에 보답하는 것을 보여준다. 〈Free Fallin'〉과 같은 다른 노래들은 페티가 그의 출세에 대한 향수를 표현하는 것을 보여준다. 〈A Mind With a Heart of Its Own〉은 보 디들리 스타일의 리듬을 사용했으며, 〈The Apartment Song〉은 버디 홀리의 〈Peggy Sue〉를 연상시키는 패러디 드럼으로 인스트루멘탈 브레이크가 특징이다.

## 곡 목록
모든 곡들은 특별한 언급이 없는 한 톰 페티와 제프 린에 의해 작사/작곡하였다.
| #  | 제목                     | 작사·작곡         | 재생 시간 |
| -- | ------------------------ | ----------------- | --------- |
| 1. | 〈Free Fallin'〉         |                   | 4:14      |
| 2. | 〈I Won't Back Down〉    |                   | 2:56      |
| 3. | 〈Love Is a Long Road〉  | 페티, 마이크 캠벨 | 4:06      |
| 4. | 〈A Face in the Crowd〉  |                   | 3:58      |
| 5. | 〈Runnin' Down a Dream〉 | 페티, 린, 캠벨    | 4:23      |

| #   | 제목                               | 작사·작곡 | 재생 시간 |
| --- | ---------------------------------- | --------- | --------- |
| 6.  | 〈I'll Feel a Whole Lot Better〉   | 진 클라크 | 2:47      |
| 7.  | 〈Yer So Bad〉                     |           | 3:05      |
| 8.  | 〈Depending on You〉               | 페티      | 2:47      |
| 9.  | 〈The Apartment Song〉             | 페티      | 2:31      |
| 10. | 〈Alright for Now〉                | 페티      | 2:00      |
| 11. | 〈A Mind with a Heart of Its Own〉 |           | 3:29      |
| 12. | 〈Zombie Zoo〉                     |           | 2:56      |

## 인증
| 국가                       | 인증        | 판매량/출하량 |
| -------------------------- | ----------- | ------------- |
| 오스트레일리아             | —           | 75,000        |
| 캐나다 (뮤직 캐나다)       | 6× 플래티넘 | 600,000^      |
| 스웨덴 (GLF)               | 골드        | 50,000^       |
| 영국 (BPI)                 | 골드        | 100,000^      |
| 미국 (RIAA)                | 5× 플래티넘 | 5,000,000^    |
| ^출하량을 기반으로 한 인증 |             |               |